# Ukraina i olympiska vinterspelen 2002
Ukraina deltog i olympiska vinterspelen 2002. Ukrainas trupp bestod av 68 idrottare varav 46 var män och 22 var kvinnor. Den äldsta idrottaren i Ukrainas trupp var Valeriy Shyriaiev (38 år, 168 dagar) och den yngsta var Alona-Aljona Savchenko-Sawtschenko (18 år, 22 dagar).

## Resultat

### Alpin skidåkning
- Störtlopp herrar
  - Mykola Skriabin - 49
- Super-G herrar
  - Mykola Skriabin - 29
- Storslalom herrar
  - Mykola Skriabin - 45
- Slalom herrar
  - Mykola Skriabin - ?
- Kombinerad herrar
  - Mykola Skriabin - 25
- Storslalom damer
  - Yuliya Siparenko - 43
- Slalom damer
  - Yuliya Siparenko - 30

### Backhoppning
- Lilla backen
  - Volodymyr Hlyvka - 47
- Stora backen
  - Volodymyr Hlyvka - 49

### Bob
- Två-manna
  - Oleksandr Ivanyshyn och Oleksandr Streltsov - 34
- Fyra-manna
  - Oleh Polyvach, Bohdan Zamostianyk, Oleksandr Ivanyshyn och Yuriy Zhuravskiy - 22

### Freestyle
- Hopp herrar
  - Stanislav Kravchuk - 5
  - Enver Ablaiev - 22
- Hopp damer
  - Tetiana Kozachenko - 15

### Ishockey
- Herrarnas turnering
  - Vasyl Bobrovnykov, Ihor Chybirev, Ruslan Fedotenko, Yuriy Hunko, Ihor Karpenko, Dmytro Khrystych, Serhiy Klymentiev, Vitaliy Lytvynenko, Valentyn Oletskiy, Oleksiy Ponikarovskiy, Roman Salnykov, Bohdan Savenko, Vadym Shakhraichuk, Valeriy Shyriaiev, Vladyslav Serov, Kostiantyn Simchuk, Vadym Slyvchenko, Andriy Sriubko, V'iacheslav Tymchenko, Dmytro Tolkunov, Serhiy Varlamov och V'iacheslav Zavalniuk - 10

### Konståkning
- Singel herrar
  - Dmytro Dmytrenko - 18
- Par
  - Alona-Aljona Savchenko-Sawtschenko och Stanislav Morozov - 15
  - Tetiana Chuvaieva och Dmytro Palamarchuk - 16
- Isdans
  - Olena Hrushyna och Ruslan Honcharov - 9
  - Yuliya Holovina och Oleh Voiko - 21
- Singel damer
  - Halyna Maniachenko-Yefremenko - 12
  - Olena Liashenko - 14

### Längdskidåkning
- Sprint herrar
  - Roman Leibiuk - 44
- 15 km herrar
  - Roman Leibiuk - 32
- 30 km herrar
  - Roman Leibiuk - 50
- 50 km herrar
  - Roman Leibiuk -22
- 10+10 km herrar
  - Roman Leibiuk - 11
- Sprint damer
  - Irina Terelia Taranenko - 29
  - Vita Yakymchuk - 41
- 10 km damer
  - Irina Terelia Taranenko - 11
  - Valentyna Sjevtjenko - 12
  - Olena Rodina - 41
- 15 km damer
  - Irina Terelia Taranenko - 9
  - Valentyna Sjevtjenko - 21
  - Vita Yakymchuk - 44
- 30 km damer
  - Valentyna Sjevtjenko - 5
  - Irina Terelia Taranenko - 18
  - Olena Rodina - 38
  - Maryna Pestriakova - ?
- 5+5 km damer
  - Irina Terelia Taranenko - 10
  - Valentyna Sjevtjenko - 21
  - Olena Rodina - 56
  - Maryna Pestriakova - 57

### Rodel
- Dubbel herrar
  - Danylo Panchenko - 11
  - Oleh Avdieiev - 11
- Singel damer
  - Liliya Ludan - 6
  - Oryslava Chukhlib - 20

### Short track
- 500 m herrar
  - Volodymyr Hryhor'iev - 30
- 1 000 m herrar
  - Volodymyr Hryhor'iev - ?
- 1 500 m herrar
  - Volodymyr Hryhor'iev - 26

### Skidskytte
- 10 km sprint herrar
  - V'iacheslav Derkach - 36
  - Andriy Deryzemlia - 38
  - Ruslan Lysenko - 53
  - Roman Pryma - 76
- 12,5 km jaktstart herrar
  - V'iacheslav Derkach - 40
- 20 km herrar
  - V'iacheslav Derkach - 23
  - Ruslan Lysenko - 24
  - Andriy Deryzemlia - 27
  - Oleksandr Bilanenko - 68
- 4x7,5 km stafett herrar
  - V'iacheslav Derkach, Oleksandr Bilanenko, Roman Pryma och Ruslan Lysenko - 7
- 7,5 km damer
  - Tetiana Vodop'ianova - 31
  - Nina Lemesh - 47
  - Olena Petrova - 48
  - Olena Zubrilova-Ohurtsova - 59
- 10 km damer
  - Tetiana Vodop'ianova - 26
- 15 km damer
  - Olena Petrova - 24
  - Oksana Yakovlieva - 27
  - Oksana Khvostenko - 29
  - Olena Zubrilova-Ohurtsova - 34
- 4x7,5 km stafett damer
  - Olena Zubrilova-Ohurtsova, Olena Petrova, Nina Lemesh och Tetiana Vodop'ianova - 10

### Skridsko
- 500 m herrar
  - Andriy Fomin - 29
- 1 000 m herrar
  - Andriy Fomin - 37
- 1 500 m herrar
  - Andriy Fomin - 43
- 1 000 m damer
  - Olena Miahkykh - 35
- 1 500 m damer
  - Olena Miahkykh - 38
- 3 000 m damer
  - Olena Miahkykh - 31